# Froggattimyia fergusoni
Froggattimyia fergusoni là một loài ruồi trong họ Tachinidae.